# Roboastra ricei
Roboastra ricei is een slakkensoort uit de familie van de Polyceridae. De wetenschappelijke naam van de soort is voor het eerst geldig gepubliceerd in 2008 door Pola, Cervera & Gosliner.